# Glashüttenmuseum des Erzgebirges

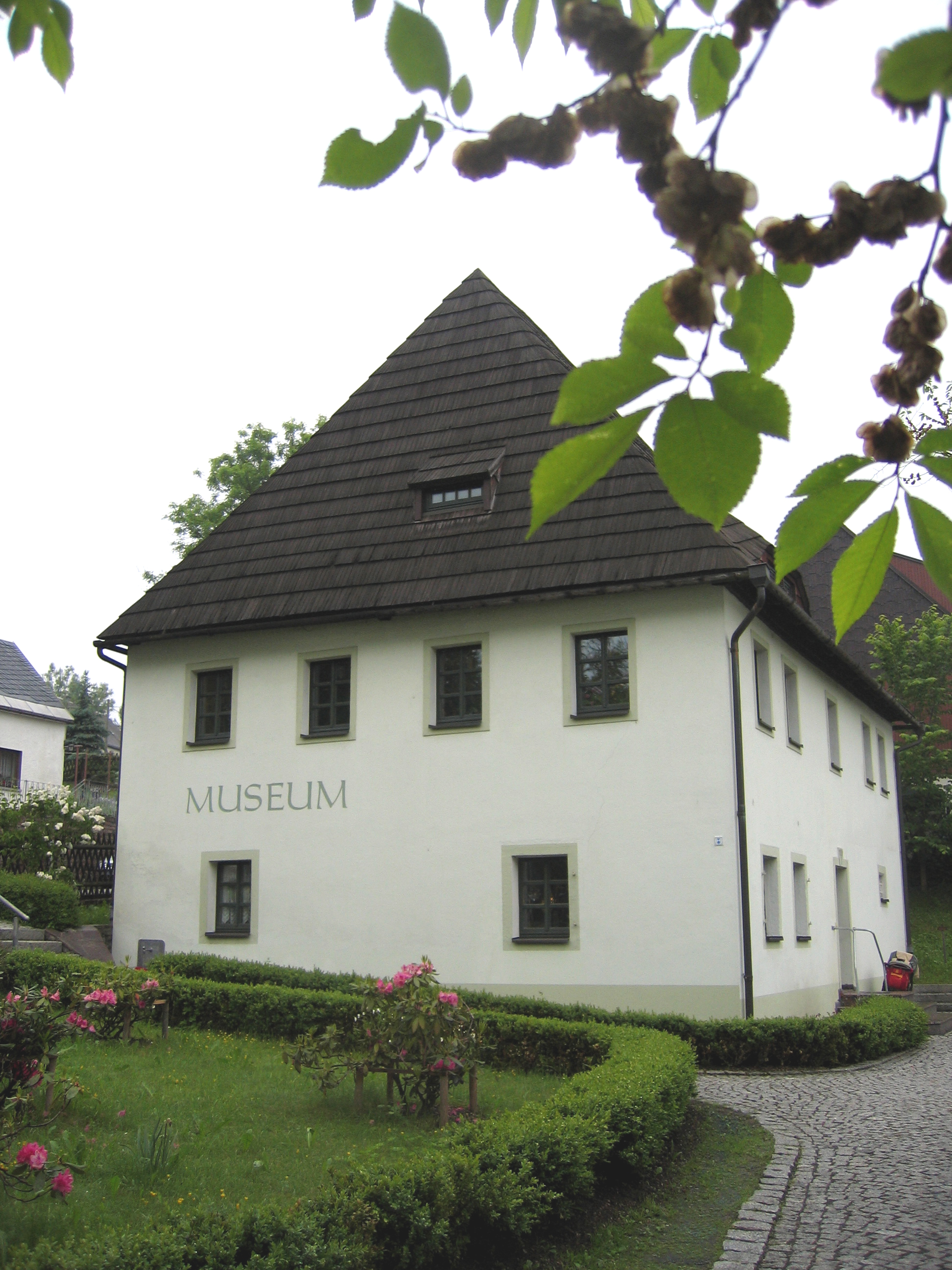
Erzgebirgisches Glashüttenmuseum (Juni 2009)

Das Glashüttenmuseum des Erzgebirges befindet sich in der ehemaligen Fronfeste des Schloss Purschenstein in Neuhausen/Erzgeb.
Das Museum zeigt unter anderem eine Glashütte aus der Zeit von Georgius Agricola, dazu eine Werkstattstube und weitere Schrift- und Sachzeugen der erzgebirgischen Glasmacherei sowie die Geschichte Neuhausens und des Schlosses Purschensteins. Außerdem finden Schauvorführungen von Glasbläsern statt.

## Museum

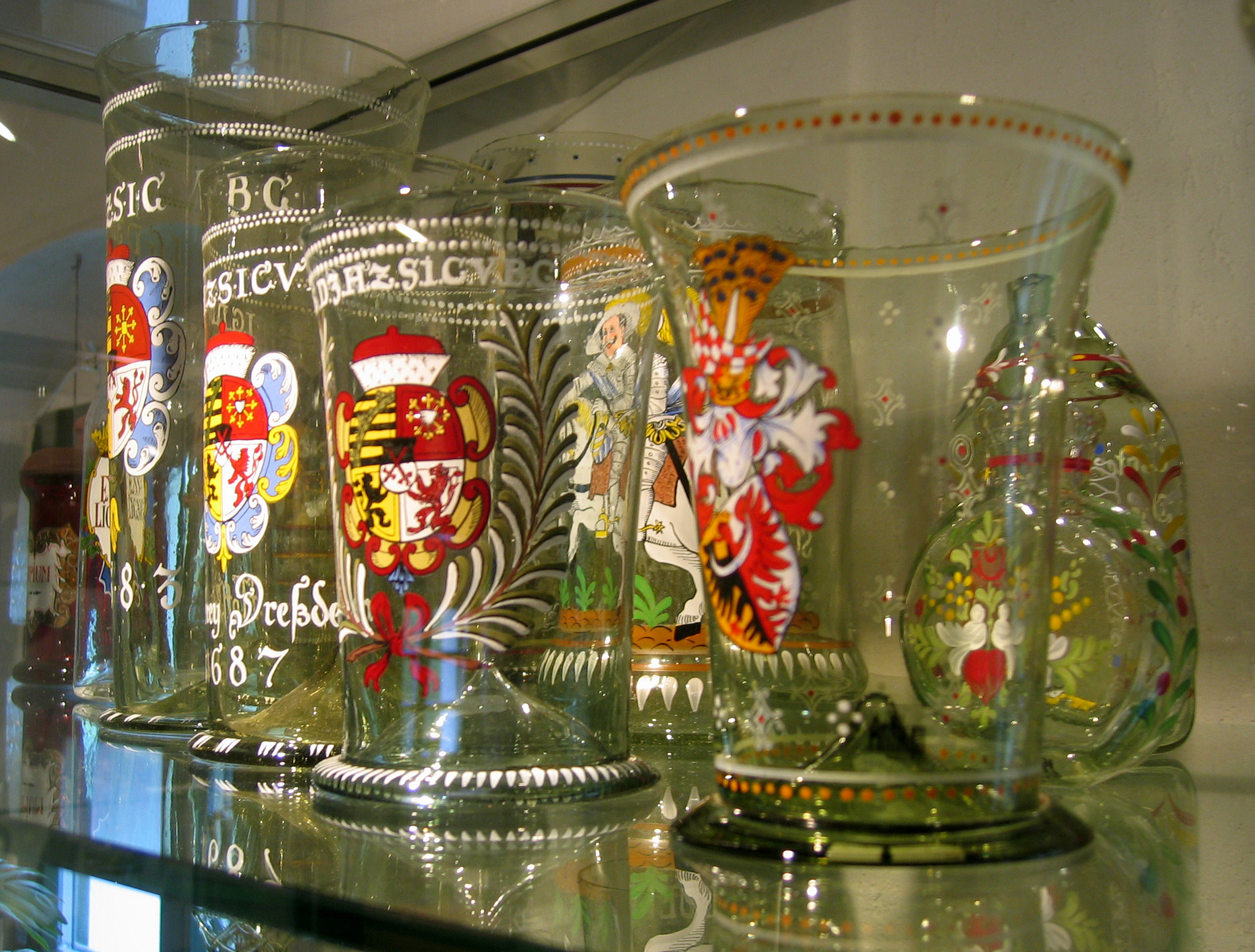
Historische Gläser aus dem Erzgebirge

Das Glashüttenmuseum in Neuhausen beherbergt Zeugnisse einstiger Glasmacher im Erzgebirge, die bis in die Besiedlungszeit um 1200 zurück reichen und sowohl Arbeiten aus dem sächsischen wie böhmischen Teil des Erzgebirges beinhalten.
Die Bedeutung dieser Glashütten reichte weit über den erzgebirgischen Raum hinaus. Dies trifft auch für die 1488 gegründete, ehemalige Neuhausener Glashütte Heidelbach zu, die bis etwa 1827 tätig war und die in der Ausstellung dargestellt wird.
In der Glashütte Heidelbach wurde neben einfachen Gebrauchsglas und Scheibenglas auch hochwertige Glasarbeiten ausgeführt. So gehörte die Glashütte zu den Hoflieferanten sächsischer Kurfürsten und anderer Adelshäuser. Für die Purschensteiner Schlosskapelle wurden die in der Ausstellung zu sehenden „Die Vier Evangelisten“ gefertigt, vier mit Emaille bemalte Rundglasscheiben aus dem Jahr 1612.
Das Glashüttenmuseum vermittelt ein fast erloschenes, traditionelles Gewerbe. Die Ausstellung zeigt die Vielfalt des Werkstoffes Glas und dessen Möglichkeiten in Farbe, Form und Verarbeitung. Zu sehen sind Gebrauchsgläser aus historischer Zeit und besondere Stücke, wie die Rundglasscheiben von 1612 und über einhundert Jahre alte, aus Glas gefertigte erzgebirgische Leuchterspinnen.

## Geschichte

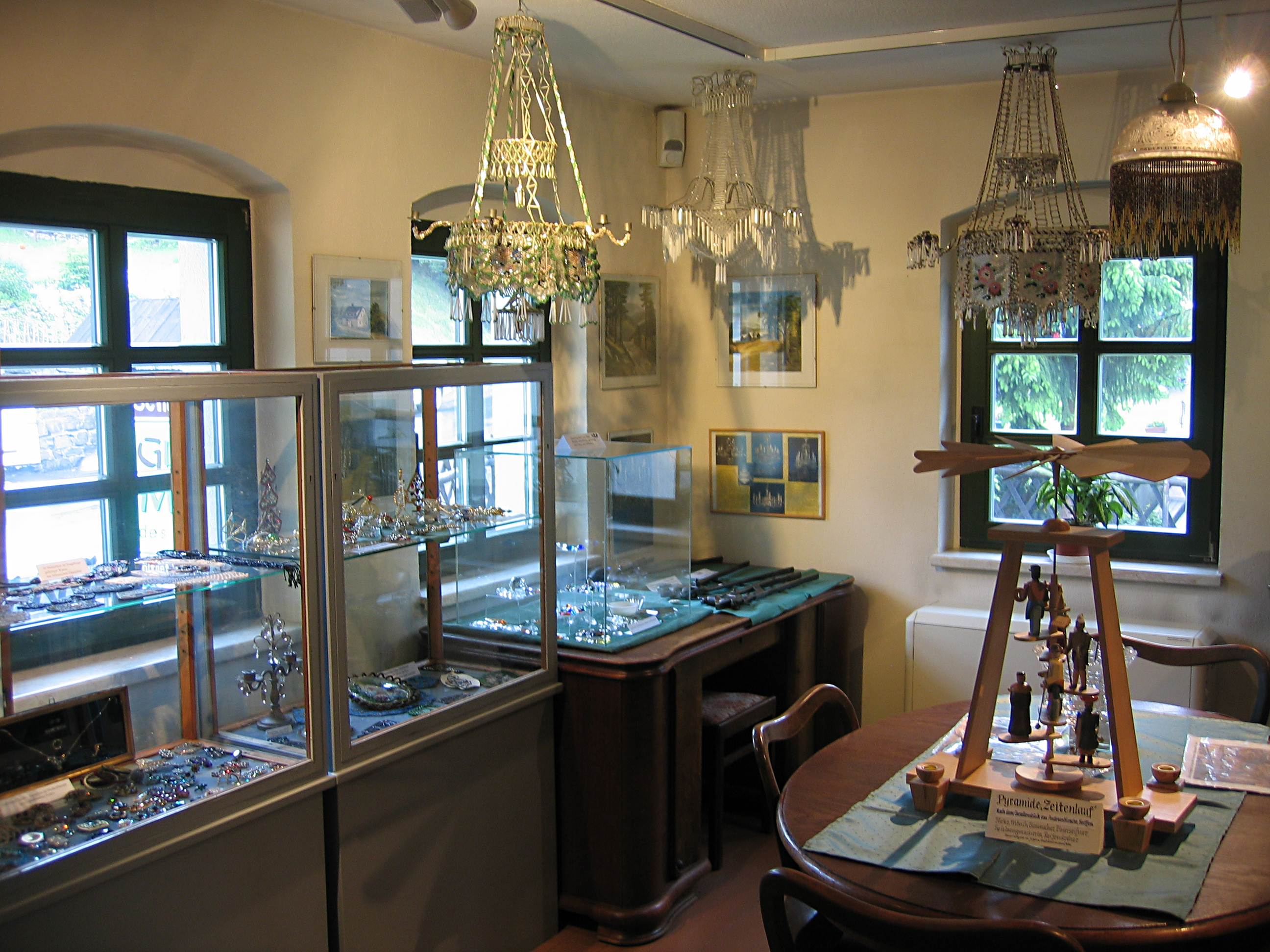
Einer der Ausstellungsräume

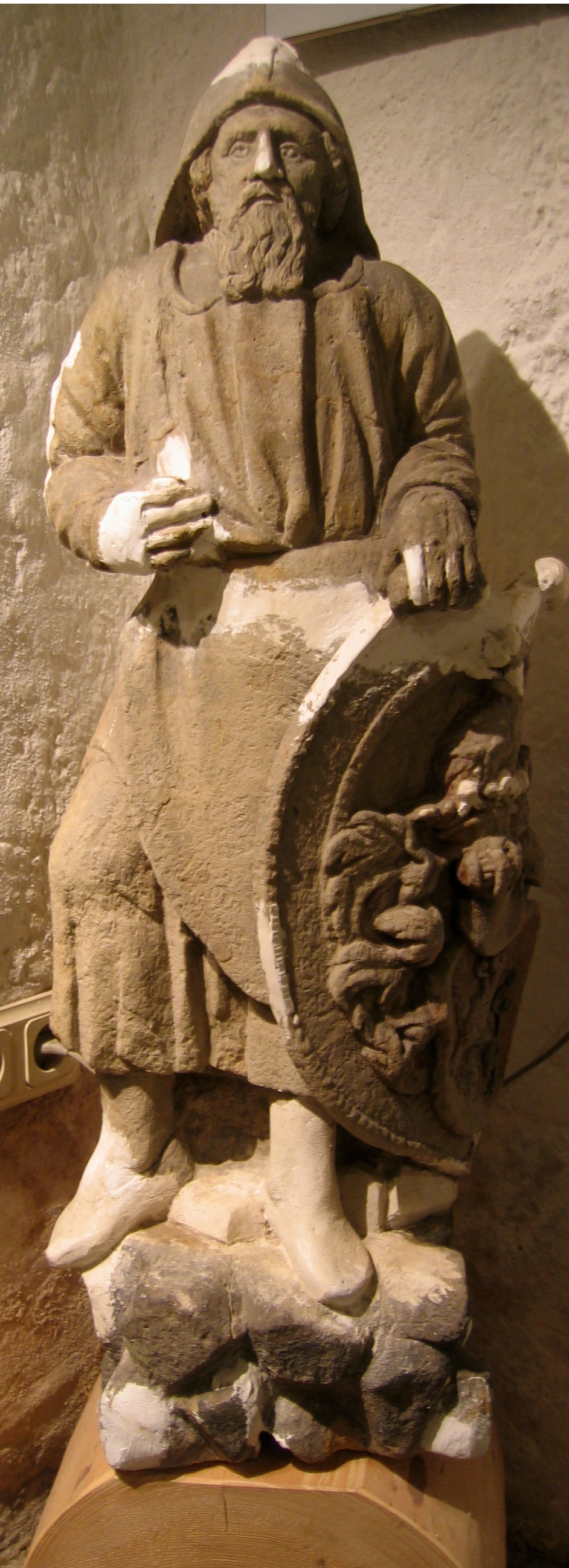
Eine ausgegrabene verschollen geglaubte Figur des Schlosses Purschenstein

Anfang der 1990er Jahre wurde die 1750 erbaute Fronfeste des Schlosses Purschenstein unter Denkmalschutz gestellt. Durch Fördermittel konnte das im Besitz der Gemeinde befindliche Haus saniert und gemeinsam mit dem Erzgebirgszweigverein in ein Museum umgewandelt werden. Im Mai 1996 öffnete das „Erzgebirgische Glashüttenmuseum“ mit der ersten Ausstellung. Sie beherbergte Stücke aus der etwa 800-jährigen Glasmachergeschichte des Erzgebirges.
In der Ausstellung spiegelt sich besonders die Geschichte der Glashütte Heidelbach von 1488 bis 1827 wider. Inzwischen ist die Ausstellung um einen nachgebauten Glasschmelzofen in einem angrenzenden Gebäude ergänzt worden, der die Produktion von Glasgefäßen anschaulich machen soll.
Im Mai 2006 wurde das Jubiläum mit einem Festwochenende gefeiert. Seit dieser Zeit gibt es an Feiertagen Schaublasvorführungen. Dabei werden Repliken wie Fliegenfallen, Goethe-Barometer oder Nuppengläser gefertigt. Nuppen sind typische Glasverzierungen, die farblich schimmern und Edelsteine imitieren und die Grifffestigkeit erhöhen sollten. Solche Gläser wurden im ausgehenden Mittelalter in höheren Kreisen verwendet. Auch die Glasmalerei und -gravur sind an Schautagen im Museum zu sehen.
Das in seiner Art einzigartige Museum im Erzgebirge wird von einer Fördergemeinschaft im Erzgebirgszweigverein Neuhausen betreut. Am 12. und 13. August 2002 zur Jahrhundertflut war dieses an einem Berg liegende Museumsgebäude von den Wassermassen des überlaufenden angrenzenden Schlossteiches beschädigt worden und dank einer Spendenaktion saniert und wiedereröffnet worden.
2010/11 wird mit staatlichen Fördermitteln das reparaturbedürftige Holzschindeldach des Museums komplett erneuert. Die Baumaßnahme wurde wegen der unsicheren Finanzierung zuvor mehrere Jahre immer wieder verschoben.

## Glasmachen

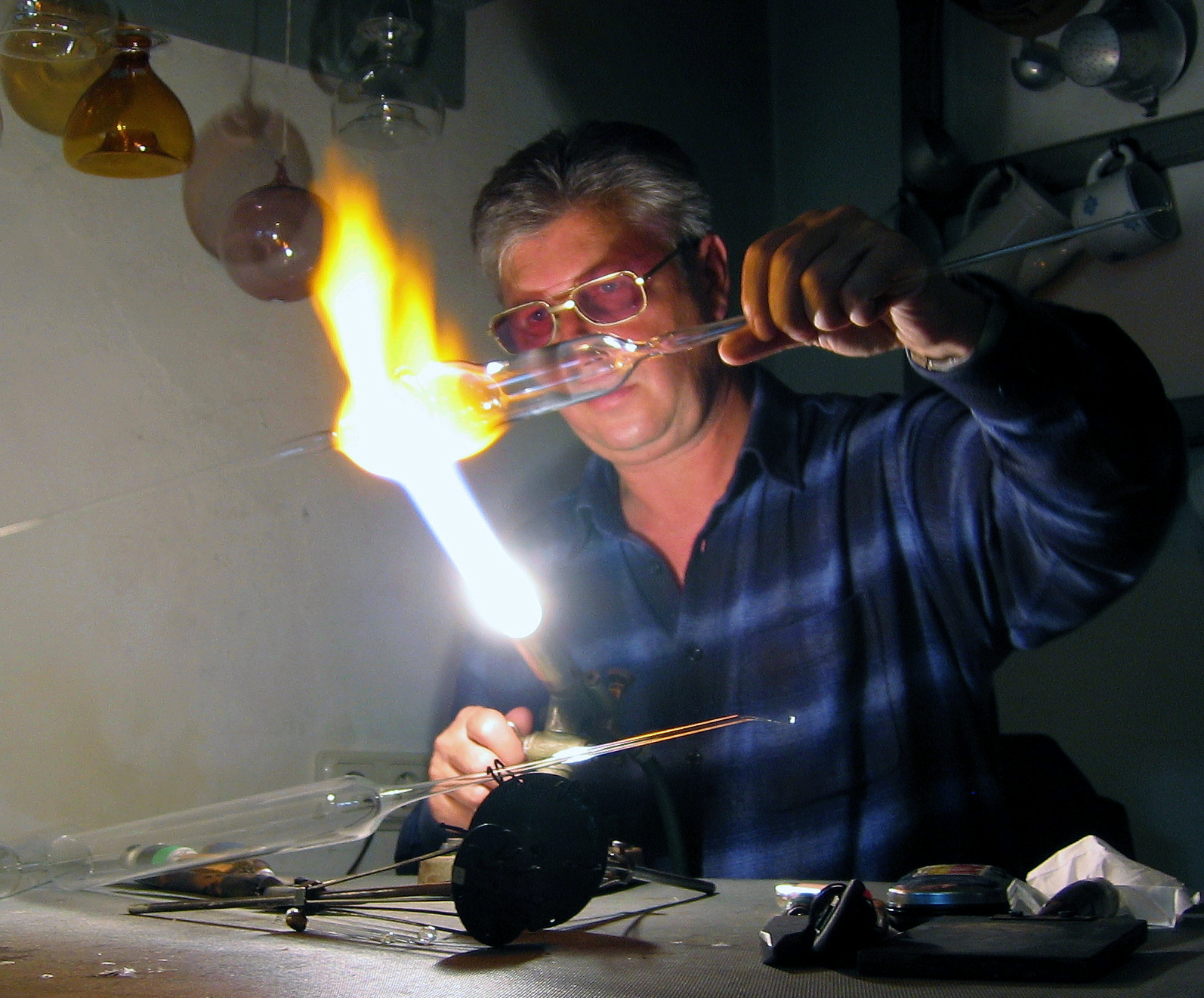
Ein Glasbläser beim Schaublasen Pfingsten 2009 im Glashüttenmuseum

Die im Erzgebirge angesiedelte Kunst des Glasmachens und des Glasveredelns stand einst in hoher Blüte. Im Mittelalter fanden sich mehr als 50 Waldglashütten im sächsisch-böhmischen Erzgebirge. Das führte zu einem Reichtum an regionalen Glasarten und Glasfarben.
Durch Mineralien, die bereits in den Rohstoffen vorhanden waren, erreichte man lediglich ein grün gefärbtes Glas. Entfärbungsmittel früher »Glasmacherseifen« genannt, neutralisierten unerwünschte Farbstiche. Zusätze des Minerals Braunstein oder von Arsenik, lassen das Glas farblos erscheinen. Im Umkehrschluss entstanden so aber auch Farbgebungen des Glases vor allem in kobalt-blau, violett rot, grün oder weiß.
Das Ende der Glashütte Heidelbach um 1827 sind vornehmlich der veralteten Hüttentechnik, der starken Konkurrenz des böhmischen Glases in dieser Zeit geschuldet. Bergbau, Hüttenwesen und auch die Holzkunst im „Seiffener Spielzeugwinkel“ nahmen den Glasmachern und Glashütten zunehmend durch Brennholzmangel, das in großen Mengen benötigt wurde, die Existenzgrundlage. Die Industrialisierung der Glasherstellung begann im Erzgebirge um 1880. Bedeutende Glashütten befanden sich im frühen Industriezeitalter in Carlsfeld, Zwickau und Brand-Erbisdorf. Mit dem Löschen der Glasöfen in Carlsfeld im Jahr 1979 endete die Glashüttengschichte im sächsischen Erzgebirge.